# Lasse Thue
Lasse Erik Thue (1949) è un ex sciatore alpino norvegese.

## Biografia
Specialista dello slalom speciale, Thue vinse il titolo nazionale nel 1972; non debuttò in Coppa del Mondo e non prese parte a rassegne olimpiche o iridate.

## Palmarès

### Campionati norvegesi
- 1 medaglia:
  - 1 oro (slalom speciale nel 1972)[1][3]